# バギー (馬車)

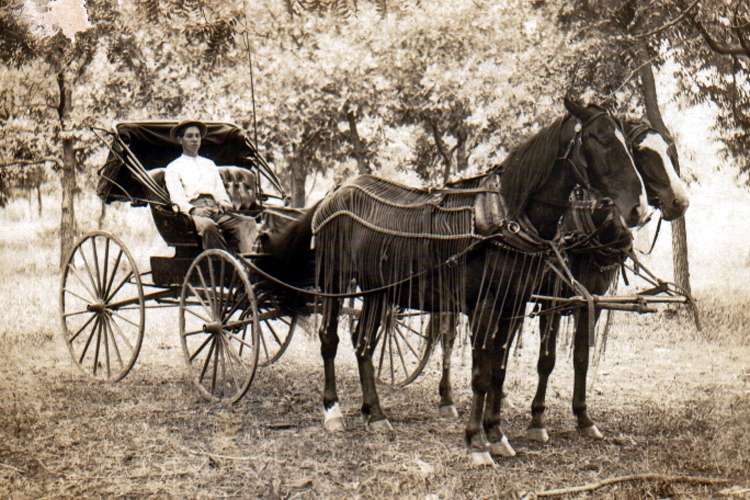
1910年頃のバギー馬車、オクラホマにて撮影。

バギー（アメリカ英語: horse and buggy、イギリス英語: horse and carriage）は、1頭立ての軽装馬車のことをいうが、2頭立ての場合もある。主に移動用に使われる馬車である。